# Verbandsliga Sachsen-Anhalt
De Verbandsliga Sachsen-Anhalt is de hoogste amateurdivisie in de Duitse voetbalorganisatie van de deelstaat Saksen-Anhalt (Sachsen-Anhalt) en het op 5 na hoogste niveau in de Duitse voetbalpiramide. De kampioen promoveert rechtstreeks naar de Oberliga NOFV-Nord of Oberliga NOFV-Süd, waarbij de regio waar de club speelt bepalend is of de vereniging in de divisie Nord of Süd ingedeeld wordt. Het aantal degrandanten hangt samen met de degradanten uit de hogere divisies, maar in de regel degraderen twee clubs naar de twee regionale Landesligen (Nord en Süd poules).

## Kampioenen van de Verbandsliga / Landesliga Sachsen-Anhalt
| - 1991: SV Merseburg 99 - 1992: FC Einheit Wernigerode - 1993: SV Merseburg 99 - 1994: 1. FC Aschersleben - 1995: VfL Halle 1896 - 1996: Fortuna Magdeburg - 1997: Hallescher FC - 1998: 1. FC Aschersleben - 1999: FC Anhalt Dessau - 2000: Hallescher FC - 2001: FC Anhalt Dessau | - 2002: SV Braunsbedra - 2003: VfB Germania Halberstadt - 2004: SV Dessau 05 - 2005: TSV Völpke - 2006: SV Dessau 05 - 2007: VfB Sangerhausen - 2008: FC Grün-Weiß Wolfen - 2009: VfL Halle 1896 - 2010: 1. FC Magdeburg II - 2011: FC Grün-Weiß Piesteritz - 2012: Hallescher FC II | - 2013: Haldensleber SC - 2014: BSV Halle-Ammendorf - 2015: FSV Barleben - 2016: SV Merseburg 99 - 2017: 1. FC Lok Stendal - 2018: BSV Halle-Ammendorf - 2019: 1. FC Romonta Amsdorf - 2020: 1. FC Romonta Amsdorf - 2021: FC Einheit Wernigerode - 2022: SV 1890 Westerhausen - 2023: 1. FC Magdeburg-II | - 2024 SV Blau-Weiß Zorbau - 2025 1. FC Lok Stendal |